# مقاومة الضرائب

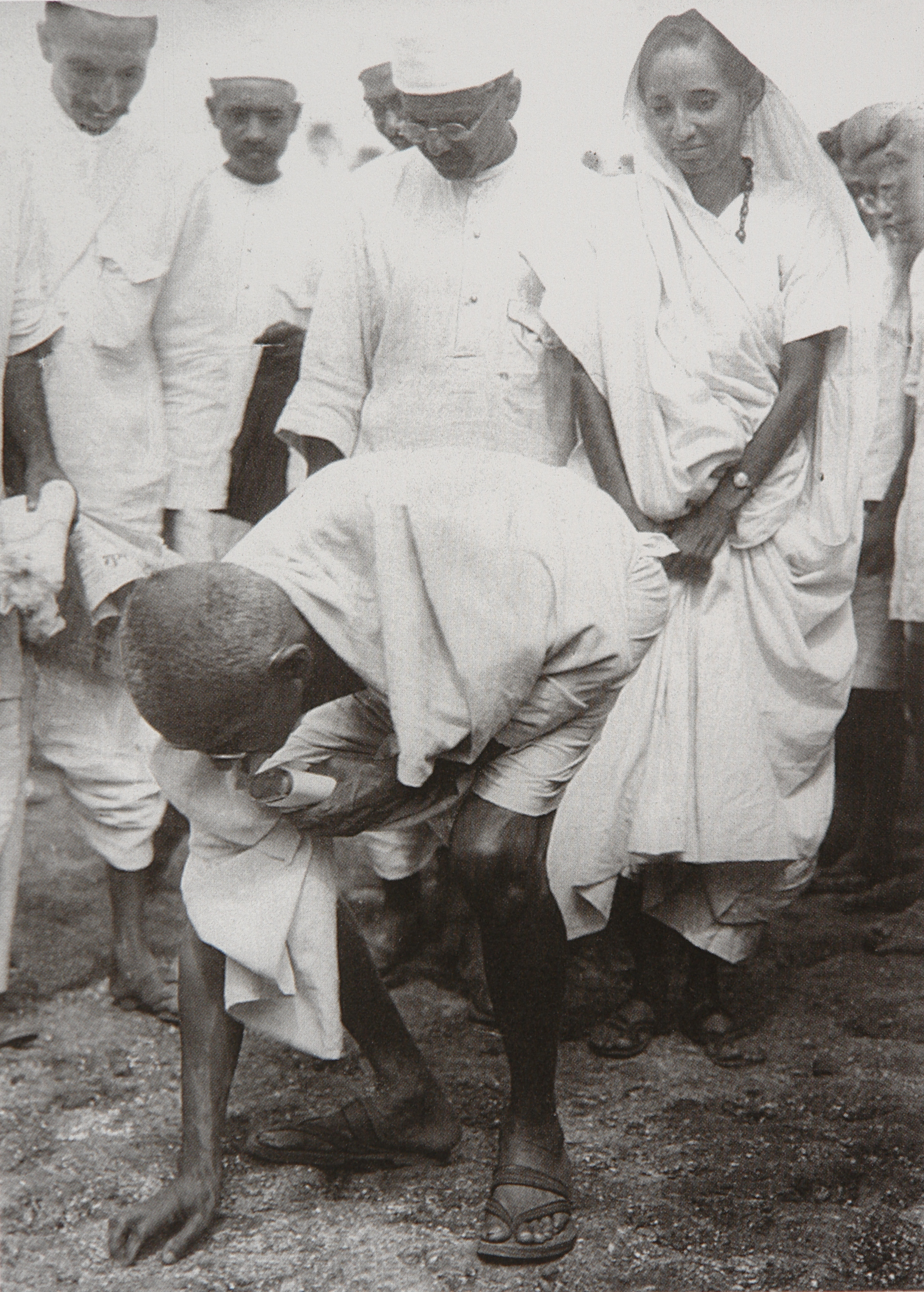
غاندي وهو يصنع الملح ويعصي القوانين البريطانية لإنتاج الملح والضرائب.

المقاومة الضريبية هي رفض دفع الضريبة بسبب معارضة الحكومة التي تفرض الضريبة، أو لسياسة الحكومة، أو كمعارضة للضريبة في حد ذاتها ‏. تعتبر المقاومة الضريبية شكلاً من أشكال العمل المباشر، كما لو كانت تنتهك اللوائح الضريبية، شكلاً من أشكال العصيان المدني.
من الأمثلة على حملات المقاومة الضريبية تلك التي تدافع عن الحكم الذاتي، مثل مسيرة الملح بقيادة المهاتما غاندي، وتلك التي تروج لحق المرأة في التصويت، مثل رابطة مقاومة الضرائب النسائية ‏. المقاومة الضريبية للحرب هي رفض دفع بعض أو كل الضرائب التي تدفع ثمن الحرب، وقد يمارسها معارضو الخدمة العسكرية أو دعاة السلام أو المحتجون على حرب معينة.
تختلف مقاومات الضرائب عن المحتجين على الضرائب، الذين ينكرون وجود التزام قانوني بدفع الضرائب أو ينطبق عليهم. قد يقبل مقاومون الضريبة أن بعض القوانين تطلب منهم دفع الضرائب، لكنهم ما زالوا يختارون مقاومة الضرائب.

## التاريخ

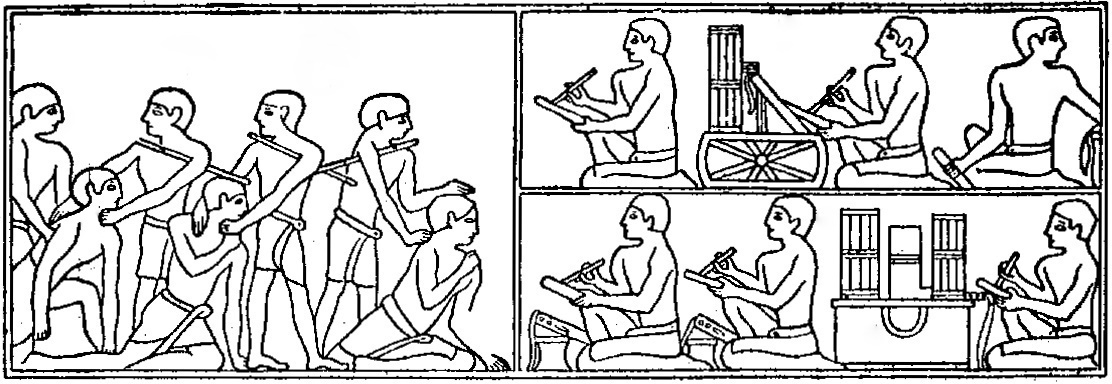
ضبط الفلاحون المصريون لعدم دفع الضرائب خلال عصر الهرم.

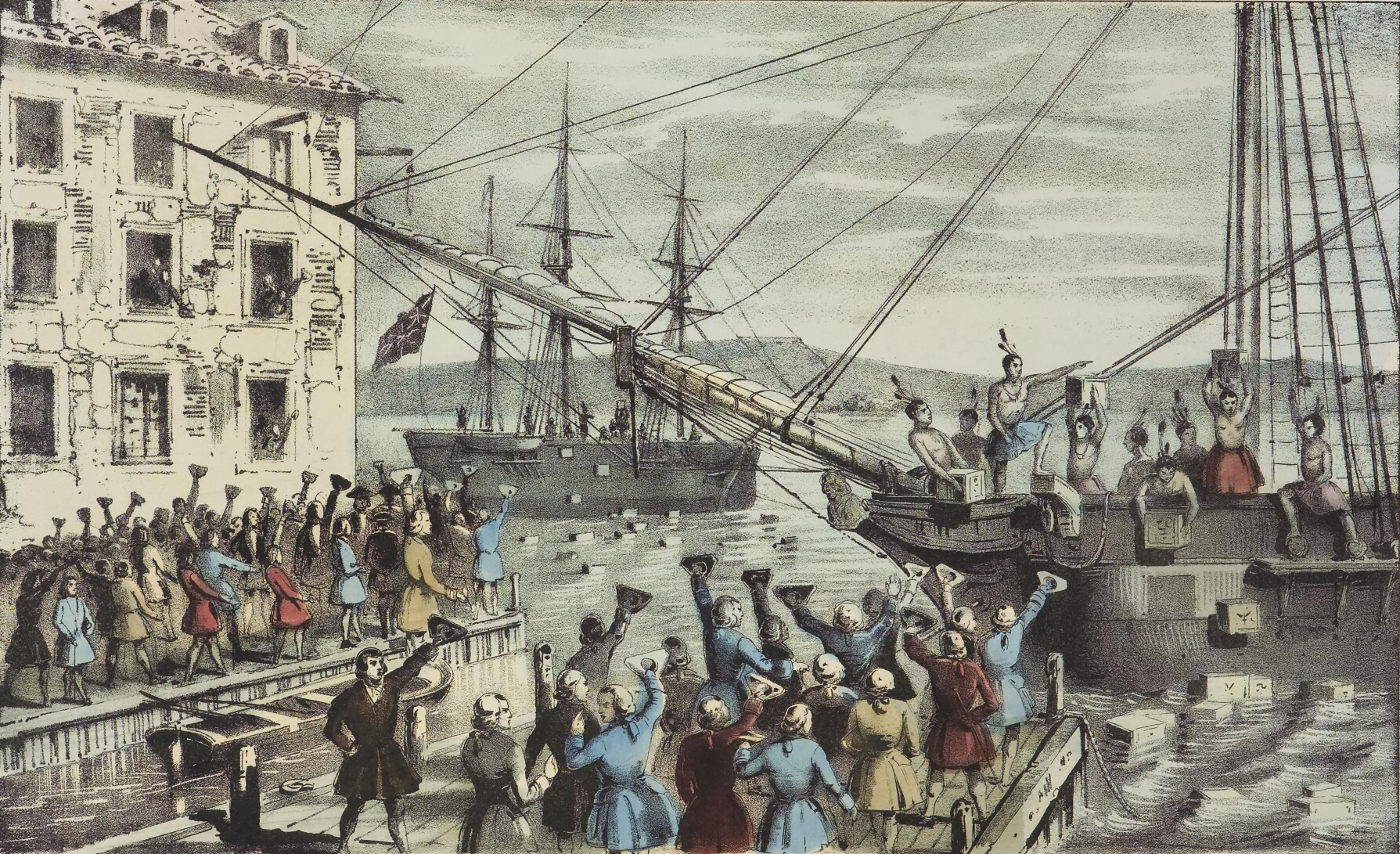
حفل شاي بوسطن، 16 ديسمبر 1773.

كانت الأشكال الأولى والأكثر انتشارًا للضرائب هي السخرة والعشر، وكلاهما يمكن إرجاعهما إلى بداية الحضارات. كانت سخرة العمل القسري الذي تفرضه الدولة على الفلاحين الفقراء للغاية لدفع أشكال أخرى من الضرائب ( العمل في المصرية القديمة مرادف للضرائب). ساعدت الضرائب المنخفضة الأرستقراطية الرومانية على زيادة ثروتهم، والتي كانت تعادل أو تتجاوز إيرادات الحكومة المركزية. قام الإمبراطور في بعض الأحيان بتجديد خزنته من خلال مصادرة ممتلكات «الأثرياء»، ولكن في الفترة الأخيرة، كانت مقاومة الأثرياء لدفع الضرائب واحدة من العوامل التي ساهمت في انهيار الإمبراطورية.
لأن البعض يعتقدون أن الضرائب قمعية، فقد ناضلت الحكومات دائمًا مع عدم الامتثال الضريبي والمقاومة الضريبية. في الواقع، قيل أن المقاومة الضريبية لعبت دوراً هاماً في انهيار العديد من الإمبراطوريات، بما في ذلك مصر والرومانية والإسبانية والأزتك.
تشمل تقارير الرفض الجماعي للضرائب الزيلوت الذين يقاومون ضريبة الانتخابات الرومانية خلال القرن الأول الميلادي، والتي بلغت ذروتها في الحرب اليهودية الرومانية الأولى. الأحداث التاريخية الأخرى التي نشأت كثورات ضريبية تشمل ماجنا كارتا، والثورة الأمريكية والثورة الفرنسية.
غالبًا ما تبرز مقاومات ضرائب الحرب العلاقة بين ضريبة الدخل والحرب. في بريطانيا، تم فرض ضريبة الدخل في عام 1799، لدفع ثمن الأسلحة والمعدات استعدادًا لحروب نابليون، بينما فرضت الحكومة الفيدرالية الأمريكية ضريبة الدخل الأولى في قانون الإيرادات لعام 1861 ‏ للمساعدة في دفع ثمن الحرب الأهلية الأمريكية.

## وجهات نظر وأهداف

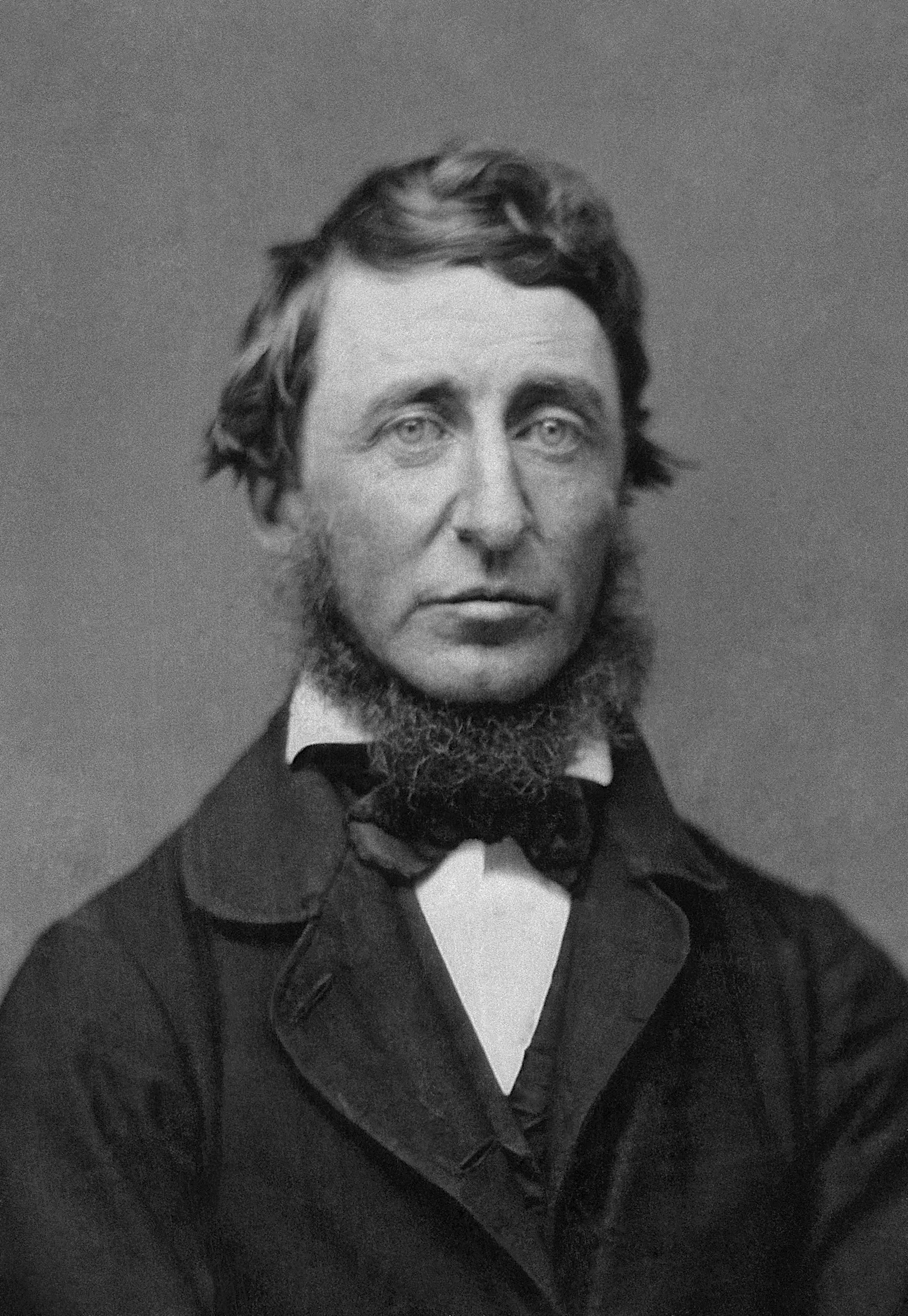
هنري ديفيد ثورو ، مؤلف كتاب " العصيان المدني".

تأتي المقاومة الضريبية من مجموعة واسعة من الخلفيات ذات الإيديولوجيات والأهداف المتنوعة. على سبيل المثال، هنري ديفيد ثورو ووليام لويد غاريسون استلهموا من الثورة الأمريكية والسلمية العنيدة من الكويكرز. ترفض بعض المقاومات الضريبية دفع الضريبة لأن ضميرهم لن يسمح لهم بتمويل الحرب، بينما يقاوم آخرون الضرائب كجزء من حملة للإطاحة بالحكومة.
كان مقاومو الضرائب الثوريين العنيفين مثل جون آدمز وغير المقاومين ‏ السلميين مثل جون وولمان؛ الشيوعيين مثل كارل ماركس والرأسماليين مثل فيفيان كيليمز ‏؛ النشطاء المناهضين للحرب من أمثال أمون هيناسي وقادة حركات الاستقلال مثل المهاتما غاندي.

حث ليو تولستوي، اللاسلطوي المسيحي، قادة الحكومة على تغيير موقفهم من الحرب والمواطنين إلى الضرائب: 

## أساليب
كمثال على العديد من أساليب المقاومة الضريبية، فيما يلي بعض التقنيات القانونية وغير القانونية التي تستخدمها مقاومات ضرائب الحرب:

### القانوني

#### التجنب
قد تخفض المقاومة مدفوعاتها الضريبية باستخدام أساليب تجنب الضرائب القانونية.

#### الدفع تحت الاحتجاج
بعض دافعي الضرائب يدفعون ضرائبهم، لكنهم يتضمنون خطابات احتجاج مع نماذج الضرائب الخاصة بهم. يدفع الآخرون في شكل احتجاج - على سبيل المثال، من خلال كتابة الشيك على مقعد المرحاض أو نموذج لصاروخ. يدفع الآخرون بطريقة تسبب إزعاجًا لهواة الجمع - على سبيل المثال، من خلال دفع المبلغ بالكامل بعملات معدنية ذات فئة منخفضة. هذه الطريقة الأخيرة أقل فاعلية في البلدان التي تعتبر فيها العملات الصغيرة مناقصة قانونية فقط بكميات محدودة، مما يسمح للسلطة الضريبية قانونًا برفض هذه المدفوعات؛ على سبيل المثال، في إنجلترا وويلز، تعتبر العملات المعدنية ذات النقطة الواحدة قانونية فقط بمبالغ تصل إلى عشرين نقطة.

#### تخفيض الدخل الخاضع للضريبة والاستهلاك

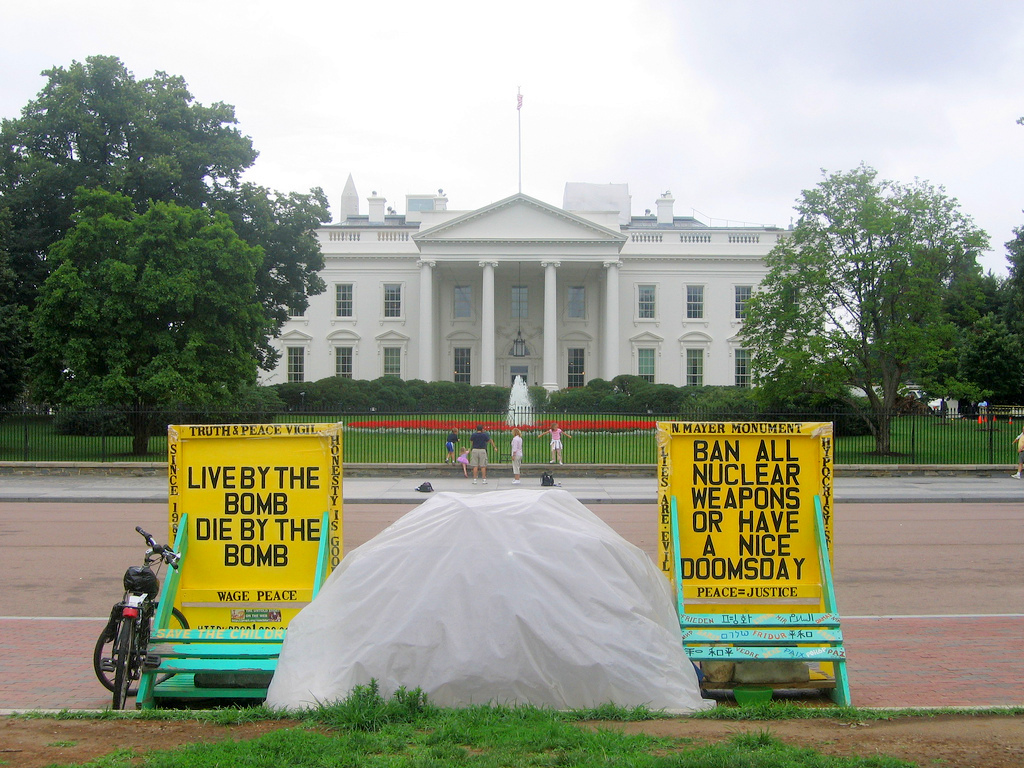
الوقفة الاحتجاجية للبيت الأبيض ، التي بدأها توماس عام 1981 وبدعم من مقاومة الضرائب.

تغير المقاومة الضريبية أنماط حياتها بحيث تدين بضريبة أقل. على سبيل المثال؛ لتجنب ضريبة الاستهلاك على الكحول، قد تصنع البيرة المحلية ‏؛ لتجنب الضرائب غير المباشرة على البنزين، قد يأخذ المقاوم ركوب الدراجات ‏؛ لتجنب الضريبة على الدخل، يجوز للمقاوم تقليل دخله إلى ما دون الحد الأدنى للضريبة من خلال تبني أسلوب حياة بسيط أو أسلوب حياة مجاني. على سبيل المثال، لا يدفع المواطنون البريطانيون أي ضريبة على الدخل إذا كان دخلهم أقل من المخصصات الشخصية ‏. في الولايات المتحدة، يكون الدخل السنوي المكافئ المعفي من الضرائب هو مجموع الخصم القياسي ‏ والإعفاء الشخصي، على الرغم من أن العديد من الخصومات والائتمانات تسمح للناس بالكسب أكثر من ذلك بكثير ولا تزال تتجنب ضريبة الدخل.
قادت المعارضة للحرب البعض، مثل أمون هينيسي وإيلين توماس، إلى شكل من أشكال المقاومة الضريبية يخفضون من دخلهم إلى ما دون الحد الضريبي من خلال اتباع أسلوب حياة بسيط . هؤلاء الأفراد يعتقدون أن حكومتهم تعمل في أنشطة غير أخلاقية أو مدمرة مثل الحرب، ودفع الضرائب تمول هذه الأنشطة حتماً.
تختلف هذه الطرق عن التهرب الضريبي من حيث أنها تظل ضمن قوانين الضرائب، وتختلف عن التهرب الضريبي حيث أن الهدف هو دفع أقل قدر ممكن من الضريبة بدلاً من الاحتفاظ بأكبر قدر ممكن من دخل ما بعد الضريبة.

### الغير شرعي

#### التملص
قد يقرر المقاوم تخفيض الضريبة المدفوعة من خلال التهرب الضريبي غير القانوني. على سبيل المثال، تتمثل إحدى طرق التهرب من ضريبة الدخل في العمل فقط من أجل النقد، وبالتالي التحايل على ضريبة الاستقطاع.

#### إعادة التوجيه
ترفض بعض المقاومات الضريبية دفع جميع أو جزء من الضرائب المستحقة، ولكن بعد ذلك تقدم تبرعًا معادلًا للجمعيات الخيرية. وبهذه الطريقة، يُظهرون أن نية مقاومتهم ليست أنانية وأنهم يريدون استخدام جزء من أرباحهم للمساهمة في الصالح العام.

على سبيل المثال، قاومت جوليا هيل (الفراشة) حوالي 150,000 دولار من الضرائب الفيدرالية، وتبرعت بهذه الأموال لبرامج ما بعد المدرسة، برامج فنية وثقافية، حدائق مجتمعية، برامج للأمريكيين الأصليين، بدائل للسجن، وبرامج حماية البيئة. قالت: 
 أنا في الواقع أخذ المال التي تقول مصلحة الضرائب أنه يذهب إليهم وأعطيه إلى الأماكن التي يجب أن تذهب الضرائب لدينا إليه. وفي رسالتي إلى مصلحة الضرائب قلت: «أنا لا أرفض دفع ضرائبي. أنا في الواقع أدفعهم لكني أدفع لهم حيث ينتمون لأنك ترفض القيام بذلك.»  
 مجموعات مثل الحملة الوطنية لصندوق ضريبة السلام ‏ (الولايات المتحدة)، ضريبة السلام السابعة (المملكة المتحدة)، Netzwerk Friedenssteuer [الإنجليزية] (ألمانيا) و Conscience and Peace Tax International تعمل على تقنين شكل من أشكال الاستنكاف الضميري من الضرائب العسكرية ‏ التي ستمكن الممتنعين عن الخدمة العسكرية من تعيين ضرائبهم ليتم إنفاقها فقط على بنود الميزانية غير العسكرية. إنهم يرون ذلك كشكل قانوني لإعادة توجيه ضريبة الحرب.

#### رفض ضرائب محددة
بعض المقاومين يرفضون دفع ضرائب معينة عن طيب خاطر، إما لأن هذه الضرائب ضارة لهم بشكل خاص، أو لأنها تمثل هدفًا رمزيًا سليم، أو لأنها تقاوم بسهولة أكبر.
على سبيل المثال، في الولايات المتحدة، تقاوم العديد من مقاومات الضرائب ضريبة المكوس الفيدرالية الهاتفية. تم فرض الضريبة لدفع ثمن الحرب الإسبانية الأمريكية وكثيرا ما تم رفعها أو تمديدها من قبل الحكومة خلال أوقات الحرب. هذا جعلها هدفًا رمزيًا جذابًا باعتبارها «ضريبة حرب». هذا الرفض آمن نسبيًا: نظرًا لأن هذه الضريبة صغيرة جدًا، نادرًا ما تؤدي المقاومة إلى انتقام حكومي كبير. سوف تتعاون شركات الهاتف مع مثل هذه المقاومات عن طريق إزالة ضريبة الاستهلاك من فواتير هواتفهم والإبلاغ عن مقاومتهم للحكومة.

#### رفض الدفع
تتمثل الطريقة الأكثر دراماتيكية والمميزة للمقاومة الضريبية في رفض دفع الضريبة - إما عن طريق تجاهل مشروع القانون الضريبي بهدوء أو عن طريق الإعلان علناً عن رفض الدفع.
بعض مقاومات الضرائب تقاوم فقط جزء من الضرائب المستحقة. على سبيل المثال، يرفض بعض الممتنعين عن ضرائب الحرب دفع نسبة مئوية من ضرائبهم تعادل النسبة العسكرية لميزانية الحكومة.
تحجز المقاومات الأخرى مبلغًا رمزيًا - على سبيل المثال، في الولايات المتحدة، قد يحجم البعض عن 17.76 دولارًا / 17.76٪ (رمزًا للعام الثوري 1776) أو 10.40 / 10.4٪ (تقديريًا للنموذج 1040 ‏، والذي يستخدم في ضريبة الدخل الفيدرالية عائدات).

## روابط خارجية
- ضمير كندا
- Death and Taxes - فيلم NWTRCC حول مقاومات ضرائب الحرب ودوافعهم
- تاريخ حرب الضرائب من خلال ضريبة السلام السابعة (الولايات المتحدة / المملكة المتحدة التركيز)
- مقاومة الحكم المدني بقلم هنري ديفيد ثورو
- الصمت والشجاعة: ضرائب الدخل، الحرب ومينونايت 1940-1993
- رابطة المقاومة الضريبية - المقاومة الضريبية في حركة الاقتراع النسائية
- نظرية وممارسة وتأثير العصيان المدني في ثورو من قبل لورانس روزنفالد